# Pasquale Marino
Pasquale Marino (ur. 13 lipca 1962 w Marsali) – włoski trener piłkarski i piłkarz występujący na pozycji pomocnika.

## Kariera klubowa
Pasquale Marino jest wychowankiem klubu Marsala, w barwach którego przez cztery sezony grał w Serie C2. W 1984 roku został sprzedany do Akragasu Calcio, z którym rywalizował w Serie C1. W 1986 roku Marino przeniósł się do Siracusy i w sezonie 1988/1989 uzyskał z nią awans do trzeciej ligi. Następnie włoski zawodnik trafił do Battipagliese, jednak w nowym zespole zmagał się z poważną kontuzją. W sezonie 1992/1993 Marino reprezentował barwy grającej w Serie C1 Potenzy, natomiast podczas rozgrywek 1993/1994 był piłkarzem Messiny. Występował z nią w Campionato Nazionale Dilettanti, czyli Amatorskich Mistrzostwach Włoch. Ostatnie trzy lata swojej kariery Marino spędził w Catanii.

## Kariera trenerska
Po zakończeniu kariery piłkarskiej Marino rozpoczął pracę jako trener. Początkowo był szkoleniowcem klubu Milazzo, a następnie pracował w Ragusie oraz Paternò. W sezonie 2004/2005 Włoch był trenerem Arezzo i zajął z nim piętnaste miejsce w rozgrywkach drugiej ligi. Następnie Marino zastąpił Nedo Sonettiego na stanowisku szkoleniowca Catanii. Z sycylijską drużyną zajął drugie miejsce w Serie B i awansował do pierwszej ligi. W Serie A zadebiutował 10 września, kiedy to prowadzony przez niego zespół pokonał na wyjeździe Cagliari Calcio 1:0. Catania w 38 spotkaniach uzbierała 41 punktów i końcowej tabeli uplasowała się na trzynastej pozycji.
Latem 2007 roku Marino został trenerem Udinese Calcio, w którym zastąpił Alberto Malesaniego. Zaczął stosować ofensywne ustawienie 4-3-3, a zdarzało mu się nawet grać systemem 3-4-3. W sezonie 2007/2008 Udinese wywalczyło 57 punktów w 38 pojedynkach, zajęło siódme miejsce w Serie A i zapewniło sobie awans do Pucharu UEFA. Na początku ligowych rozgrywek 2008/2009 Udinese dopadł kryzys i „Zebrette” przez jedenaście meczów z rzędu zdobyli tylko trzy punkty. La Gazzetta dello Sport poinformowała, że jeśli Udinese nie wygra spotkania 21 kolejki z Juventusem, to prezydent klubu Giampaolo Pozzo zwolni Marino ze stanowiska trenera. „Zebrette” ostatecznie zwyciężyli mecz 2:1 i Włoch nie stracił swojej pracy. Ze stanowiska trenera Marino został zwolniony 22 grudnia 2009 roku i nowym trenerem Udinese został Gianni De Biasi. 21 lutego 2010 roku Marino powrócił na stanowisko trenera Udinese. Na początku czerwca 2010 roku został trenerem Parmy.